# Antitype suffusa
Antitype suffusa là một loài bướm đêm trong họ Noctuidae.